# Reintal (Tannheimer Berge)
Das Reintal ist ein Hochgebirgstal in den Tannheimer Bergen in Tirol bei Tannheim. Es verläuft von Osten bei Musau bis zu seinem Talschluss im Westen und trennt dabei die nördliche von der südlichen Kette der Tannheimer Berge. Im Tal fließt der Sababach.

## Stützpunkte
Im Talverlauf bzw. an den Hängen darüber befinden sich mehrere Stützpunkte für Bergtouren zu den umgebenden Gipfeln, u. a. die Musauer Alm und die Füssener Hütte.
Die Forststraße durch das Tal ist auch bei Mountainbikern beliebt.